# Neptis kutsukakensis
Neptis kutsukakensis är en fjärilsart som beskrevs av Nakamura 1931. Neptis kutsukakensis ingår i släktet Neptis och familjen praktfjärilar. Inga underarter finns listade i Catalogue of Life.